# Dioxyde de tétracarbone
Le dioxyde de tétracarbone est un oxyde de carbone, c'est-à-dire un composé chimique constitué uniquement d'atomes de carbone et d'oxygène et de formule brute C4O2 ou de formule développée O=C=C=C=C=O. Il peut être vu comme le butatriène-1,4-dione, la double cétone du butatriène.
Le butatriène dione est le quatrième membre de la famille des oxydes de carbone linéaires, O(=C)n=O qui comprend le dioxyde de carbone, CO2 ou O=C=O, l'éthènedione, C2O2 ou O=C=C=O, le suboxyde de carbone, C3O2 ou O=C=C=C=O et le dioxyde de pentacarbone, C5O2 ou O(=C)5=O.
Le dioxyde de tétracarbone a été obtenu en 1990 par l'équipe de Günther Maier, par photolyse flash de diazocétones cycliques isolées dans une matrice d'argon gelé:
Il a été aussi obtenu la même année par l'équipe de Detlev Sülzle et Helmut Schwartz via l'ionisation par impact d'un bi(1,3-dioxane) en phase gazeuse. Son état fondamental est triplet. Bien que des études théoriques indiquent que les membres de la famille O(=C)n=O avec n pair doivent être intrinsèquement instables, le C4O2 est indéfiniment stable dans la matrice d'argon gelé mais est décomposé par la lumière en monoxyde de tricarbone, C3O et en monoxyde de carbone, CO,.